# 山梨県道38号塩山勝沼線
山梨県道38号塩山勝沼線（やまなしけんどう38ごう えんざんかつぬません）は、山梨県甲州市を通る県道（主要地方道）である。

## 概要
中央本線塩山駅前や勝沼ぶどう郷駅前を通る路線である。周辺には果樹園が広がっている。

### 路線データ
- 起点：山梨県甲州市塩山小屋敷（新隼橋北交差点、国道140号交点）
- 終点：山梨県甲州市勝沼町（柏尾交差点、国道20号交点）
- 延長：約11km

## 歴史
- 1993年（平成5年）5月11日 - 建設省（現・国土交通省）から、一般県道杣口塩山線の一部・主要県道塩山市川大門線の一部・一般県道勝沼塩山線・一般県道深沢等々力線の一部が塩山勝沼線として主要地方道に指定される[1]。
- 1994年（平成6年）4月1日 - 山梨県が上記指定に基づき路線認定。

## 路線状況

### 重複区間
- 山梨県道34号白井甲州線（甲州市塩山上於曽・甲州市役所前交差点 - 甲州市塩山上於曽・塩山駅西交差点）

### 橋梁
- 雨敬橋（重川）

## 地理

### 通過する自治体
- 山梨県
  - 甲州市

### 交差する道路
- 国道140号（甲州市塩山小屋敷・新隼橋北交差点、起点）
- 山梨県道205号三日市場南線・山梨県道213号下荻原三日市場線（甲州市塩山三日市場・三日市場交差点）
- 山梨県道216号万力小屋敷線（甲州市塩山上於曽・菅田神社前交差点）
- 山梨県道34号白井甲州線（甲州市塩山上於曽・甲州市役所前交差点）
- 山梨県道201号塩山停車場大菩薩嶺線（甲州市塩山上於曽）
- 山梨県道34号白井甲州線（甲州市塩山上於曽・塩山駅西交差点）
- 国道411号（甲州市塩山赤尾・赤尾交差点）
- 山梨県道214号休息勝沼線（甲州市勝沼町勝沼）
- 国道20号（甲州市勝沼町・柏尾交差点、終点）

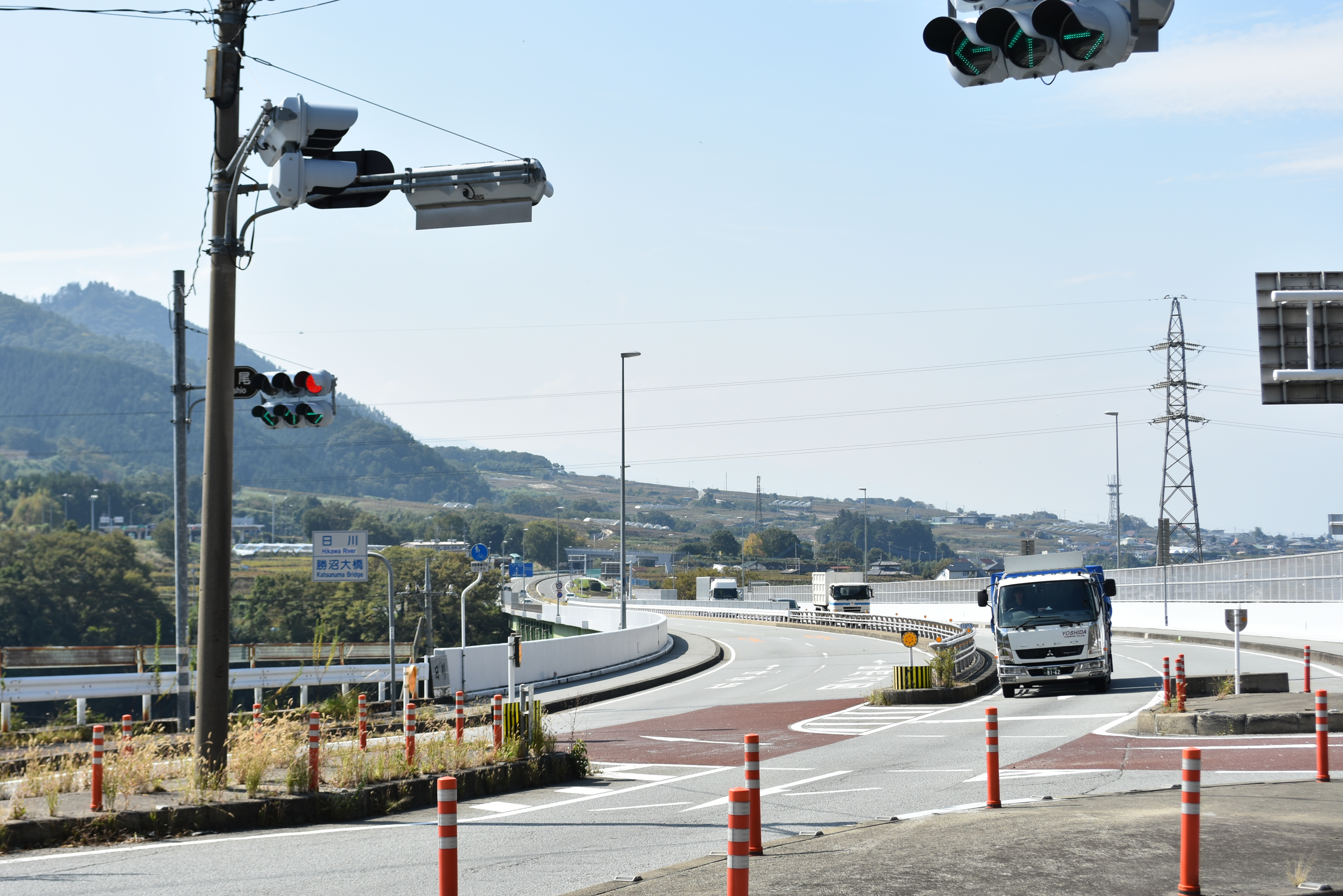
柏尾交差点（2018年10月10日撮影）

### 沿線にある施設など
- 恵林寺
- 塩山郵便局
- 甲州市立塩山南小学校
- 甲州市役所 本庁舎
- 塩山駅
- 甲州市立菱山保育所
- 甲州市立菱山小学校
- 菱山簡易郵便局
- 甲州市勝沼ぶどうの丘
- 勝沼ぶどう郷駅